# Lijst van nummer 1-albums in de Album Top 100 in 1996
Onderstaande albums stonden in 1996 op nummer 1 in de Album Top 100, de voorloper van de huidige Media Markt Album Top 40. De lijst werd samengesteld door de Stichting Nederlandse Top 40.
| Nummer | Datum        | Artiest               | Titel                     |
| ------ | ------------ | --------------------- | ------------------------- |
| 265    | 6 januari    | André Rieu            | Wiener melange            |
| 268    | 13 januari   | Enya                  | The memory of trees       |
| 269    | 20 januari   | Youp van 't Hek       | Oudejaarsconférence 1995  |
| 265    | 27 januari   | André Rieu            | Wiener melange            |
|        | 3 februari   | André Rieu            | Wiener melange            |
| 270    | 10 februari  | Helmut Lotti          | Helmut Lotti goes classic |
|        | 17 februari  | Helmut Lotti          | Helmut Lotti goes classic |
|        | 24 februari  | Helmut Lotti          | Helmut Lotti goes classic |
|        | 2 maart      | Helmut Lotti          | Helmut Lotti goes classic |
| 271    | 9 maart      | Marco Borsato         | Als geen ander            |
|        | 16 maart     | Marco Borsato         | Als geen ander            |
| 272    | 23 maart     | Sting                 | Mercury falling           |
| 273    | 30 maart     | Céline Dion           | Falling into you          |
|        | 6 april      | Céline Dion           | Falling into you          |
|        | 13 april     | Céline Dion           | Falling into you          |
| 274    | 20 april     | Take That             | Greatest hits             |
|        | 27 april     | Take That             | Greatest hits             |
|        | 4 mei        | Take That             | Greatest hits             |
| 275    | 11 mei       | Guus Meeuwis & Vagant | Verbazing                 |
|        | 18 mei       | Guus Meeuwis & Vagant | Verbazing                 |
| 276    | 25 mei       | Paul de Leeuw         | Encore                    |
| 277    | 1 juni       | George Michael        | Older                     |
|        | 8 juni       | George Michael        | Older                     |
| 271    | 15 juni      | Marco Borsato         | Als geen ander            |
| 278    | 22 juni      | Metallica             | Load                      |
| 279    | 29 juni      | Alanis Morissette     | Jagged little pill        |
|        | 6 juli       | Alanis Morissette     | Jagged little pill        |
| 280    | 13 juli      | Andrea Bocelli        | Bocelli                   |
|        | 20 juli      | Andrea Bocelli        | Bocelli                   |
| 279    | 27 juli      | Alanis Morissette     | Jagged little pill        |
| 281    | 3 augustus   | Fugees                | The score                 |
| 279    | 10 augustus  | Alanis Morissette     | Jagged little pill        |
|        | 17 augustus  | Alanis Morissette     | Jagged little pill        |
| 281    | 24 augustus  | Fugees                | The score                 |
| 282    | 31 augustus  | Frans Bauer           | Voor jou                  |
| 283    | 7 september  | René Froger           | Illegal romeo part 1      |
|        | 14 september | René Froger           | Illegal romeo part 1      |
|        | 21 september | René Froger           | Illegal romeo part I      |
| 282    | 28 september | Frans Bauer           | Voor jou                  |
|        | 5 oktober    | Frans Bauer           | Voor jou                  |
| 273    | 12 oktober   | Céline Dion           | Falling into you          |
|        | 19 oktober   | Céline Dion           | Falling into you          |
|        | 26 oktober   | Céline Dion           | Falling into you          |
|        | 2 november   | Céline Dion           | Falling into you          |
| 284    | 9 november   | Toni Braxton          | Secrets                   |
|        | 16 november  | Toni Braxton          | Secrets                   |
|        | 23 november  | Toni Braxton          | Secrets                   |
|        | 30 november  | Toni Braxton          | Secrets                   |
|        | 7 december   | Toni Braxton          | Secrets                   |
| 273    | 14 december  | Céline Dion           | Falling into you          |
|        | 21 december  | Céline Dion           | Falling into you          |
| 284    | 28 december  | Toni Braxton          | Secrets                   |

Lijsten van nummer 1-albums in de Nederlandse Album Top 100

1969 ·
1970 ·
1971 ·
1972 ·
1973 ·
1974 ·
1975 ·
1976 ·
1977 ·
1978 ·
1979 ·
1980 ·
1981 ·
1982 ·
1983 ·
1984 ·
1985 ·
1986 ·
1987 ·
1988 ·
1989 ·
1990 ·
1991 ·
1992 ·
1993 ·
1994 ·
1995 ·
1996 ·
1997 ·
1998 ·
1999 ·
2000 ·
2001 ·
2002 ·
2003 ·
2004 ·
2005 ·
2006 ·
2007 ·
2008 ·
2009 ·
2010 ·
2011 ·
2012 ·
2013 ·
2014 ·
2015 ·
2016 ·
2017 ·
2018 ·
2019 ·
2020 ·
2021 ·
2022 ·
2023 ·
2024 ·
2025

Lijsten van nummer 1-albums van de Stichting Nederlandse Top 40

1969 ·
1970 ·
1971 ·
1972 ·
1973 ·
1974 ·
1975 ·
1976 ·
1977 ·
1978 ·
1979 ·
1980 ·
1981 ·
1982 ·
1983 ·
1984 ·
1985 ·
1986 ·
1987 ·
1988 ·
1989 ·
1990 ·
1991 ·
1992 ·
1993 ·
1994 ·
1995 ·
1996 ·
1997 ·
1998 ·
1999 ·
2011 ·
2012 ·
2013 ·
2014 ·
2015
- Nederland
- Nederland (Album Top 100)
- Vlaanderen